# Sasha Argov
Sasha (Alexander} Argov (în ebraică: סאשה (אלכסנדר) ארגוב, numele la naștere Aleksandr Abramovici,5 noiembrie 1914 Moscova - 27 septembrie 1995 Tel Aviv) a fost un compozitor și textier israelian, reprezentant de seamă al genului „cântecului ebraic” modern, autor a sute de cântece de muzică ușoară, devenite parte a patrimoniului muzical al țării sale. 

## Anii de început
Alexander Argov s-a născut la Moscova în 1914 într-o familie evreiască. Tatăl său era medic stomatolog, iar mama- pianistă.
Din copilărie a dovedit talent muzical, cântând la pian și compunând melodii de la vârsta de 4 ani.Educația muzicală a primit-o de la mama sa și în privat, deoarece din motive politice nu s-a putut înscrie la o școala de muzică. 
În anul 1934 a emigrat în Palestina, aflată pe atunci sub regim mandatar britanic. 
În noua țară a început să compună muzica pentru spectacole școlare, iar împreună cu dramaturgul  Ghideon Plotkin a scris spectacole muzicale pentru kibuțuri și moșavuri pentru diferite ocazii festive. În această primă perioadă, Argov a compus circa două sute de cântece, din care, însă, majoritatea s-au pierdut. Începând din 1935 a găsit o slujba în care a lucrat permanent vreme de 22 ani - cea de casier la Banca industrială, apoi, între anii 1959-1980 a lucrat la librăria de cărți în limba rusă „Boleslavski”. 
Diminețile a lucrat pentru a se întreține, iar serile se ocupa cu compoziția.

## Continuarea carierei muzicale
În anul 1948 în timpul Războiului de independență al Israelului, a fost recrutat în armată în secția de cultură și divertisment și a fost solicitat să compună pentru ansamblul muzical al Palmahului, Tchizbatron. Din acea vreme a datat colaborarea de mulți ani cu poetul și textierul Haim Hefer. Din cântecele create în acei ani au devenit cunoscute „Ha'reút” („Camaraderie”), cântec care a intrat în legendă, Hashihrur (Eliberarea) și „Ha'palmahnik mehapés et hamahar” )Palmahnikul își caută ziua de mâine). După război, Sasha  Argov s-a impus treptat ca unul din cei mai talentați compozitori de muzică ușoară și de scenă. A compus pentru teatrele „Hamataté” (Mătura) și „Li La Lo”, pentru Teatrul Kameri (spectacole precum comedia „Regina din Saba” de Sami Gronemann, „Regina Esther” de Nathan Alterman, „Dr.Dolittle”, „Prințesa Turandot” de Carlo Gozzi, „Keter barosh” - (Coroană pe cap) de Yaakov Shavtay, „Puricele în ureche” de Georges Feydeau, „Aventură la circ” de James Ambrose Brown etc), pentru emisiuni de teatru radiofonic, apoi pentru filme de cinema ca „Havurá shekazot” (O ceată de soi) după cartea scriitorului Putchu și „Hu halah basadot” (S-a dus pe ogor)" după romanul lui Moshe Shamir. 
În anii 1950 și 1960 Argov a colaborat cu ansamblurile „Nahal”, „Batzal Yarok” (Ceapa verde), „Tarnegolim” (Cocoșii) și „Hahamtzitzim”, pentru care a compus cântece care au devenit clasice, pe textele celor mai buni textieri: Haim Hefer - „Shir Hashhuná” (Cântecul cartierului), „Hasimlá Hasgulá” (Rochia violetă), „Adoní hash”ofét (Domnule judecator), „Haím amru lah páam” (Ți s-a spus asta vreodată?), „Dina Barzilay”, „Hu lo yadá et shmá” (El nu i-a știut numele),  „Shir ahavá hayalí” (Cântec de dragoste soldățesc), Nathan Alterman - „Elifelet”, „Shir eres” (Cântec de leagăn), Ayin Hillel - „Yossi yeled shelí mutzlah” (Yossi, formidabilul meu copil), „Káha stam” (Așa), Amos Ettinger -  „Keshe'or dolék behalonékh” (Când lumina e aprinsă la fereastra ta), „Hufshá bea”dom (Vacanță în roșu), Yoram Tehar-Lev - „Shir predá lakaitz” (Cântec de adio la plecarea verii). „Et ma sheratziti” (Ceea ce am dorit), etc.
În 1961 a compus muzica pentru spectacolul „Yossi - Hizki - Yona”, iar in  1964  musicalul "Shlomo Hameleh ushlomi hasandlar" (Regele Shlomo și Shlomi pantofarul) pe libretul lui Nathan Alterman, care și el a intrat în patrimoniul muzicii ușoare israeliene din toate timpurile. Între numerele din spectacol, care au devenite șlagăre ale epocii, se pot menționa „Shir Hasandlar” (Cântecul pantofarului), Shir Hamerivá (Cântecul gâlcevei), Shir hapiús (Cântecul împăcării). Cu vedetele acestui muzical, Ili Gorlitzki și Yona Attari, el a colaborat și la spectacolul de revistă Shuk Hametziot (Talciocul), între altele. cu șlagărul Kontzertina veghitara (Concertina și ghitara). 
În 1968 a apărut discul „Cântecele lui Sasha Argov” cu cântăreții Edna Goren și Kobi Recht, pentru care Argov a compus melodii pe texte de Nathan Alterman (Zemer Hamapuhit - Cântecul muzicuței), de Haim Hefer (Meshaamém - Plictisitor) și Yaakov Shavtay (Lifnot erev - „Pe înserate”, cunoscut ca „Bein habroshim” - „Printre chiparoși ”și „Ahuvati sheli livnat hatzavar” - „Iubita mea cu gâtul alb” ) care s-au bucurat de succes. 
Argov a compus peste 2000 de cântece, distingându-se prin armonii și melodii deosebite, ieșite din comun față de creațiile standard, mereu ascunzând o surpriză în linia melodică. Le-a publicat în volume, cu grija de a conserva armoniile pe care le-a preferat și pentru generațiile viitoare. 
În anul 1978 Argov a întâlnit pe cântăreața Ora Sittner, care tocmai dirija un cor, și a hotărât sa o aleagă ca interpretă a creațiilor sale. De atunci ea a devenit traducătoarea personală a limbii muzicale a lui Argov, și numele ei a devenit strâns legat de cel al compozitorului, mai mult decât orice alt interpret.
Ca rezultat al colaborării celor doi au fost înregistrate două discuri în care Sittner a cântat Argov acompaniată la pian de către compozitor. Cântecul care a devenit cel mai faimos in interpretarea ei a fost Shir eretz (Cântec al țării) pe text de poetul Nathan Yonatan (Eretz sheyoshveha hi okhelet - Țara care își mănâncă locuitorii). Muzica lui Sasha Argov a avut o mare influență asupra compozitorului Mati Kaspi  
care a scos în anii 1980 două albume dedicate lui Argov și a aparut alaturi de Argov într-un show denumit „Matityahu și Alexander”. În anul 1980 și Arik Einstein a scos un album cu creații de Sasha Argov , denumit „Eretz Israel hayeshaná vehatová IV (Țara Israel cea veche și bună):din cântecele lui Sasha Argov”
În anii 1993 și 1994, neavând în vremea aceea un textier permanent, Argov a compus un șir de cântece fără cuvinte, pentru voce soprano și pian, cu speranța că va găsi pentru ele un text potrivit. El le-a arătat prietenului sau, compozitorul Ron Yedidia, care trăia în Statele Unite. După moartea sa, 12 dintre ele au fost puse pe cuvinte, de către Uzi Shalev, membru al Filarmonicii israeliene, și au fost înregistrate, cu aprobarea familiei, de cântăreața Yonit Shaked-Golan.
Sasha Argov a murit în anul 1995, la vârsta de 81 ani. A fost înmormântat la Cimitirul Yarkon din Petah Tikva.

## Viața privată
Argov si sotia sa, Nusia, au avut doi copii comuni:Tali și Itamar, trompetist, 
O nepoată a sa, Noa Argov, fiica lui Itamar, este DJ și prezentatoare de radio.

## Premii și onoruri
- 1974 Spectacolul omagiu „Tapuakh hazahav” (Portocala) - închinat lui Sasha Argov
- 1985 - Spectacol omagiu la Palatul culturii din Tel Aviv
- 1988  - Premiul Israel (de stat) pentru cântec ebraic

## In memoriam
- Străzi în mai multe orașe din Israel îi poartă numele.
- Arhiva sa personala este păstrată la Biblioteca Națională din Ierusalim.
- 2011 - Poșta israeliană a emis o marcă poștală cu efigia sa.
- În anii 2000 au fost organizate mai multe spectacole cu creatii ale sale, între care „Meever latkhelet” (Dincolo de azur) cu cântăreții Dorit Farkas, Boaz Pfeifer și David Zebba.